# Light Painting

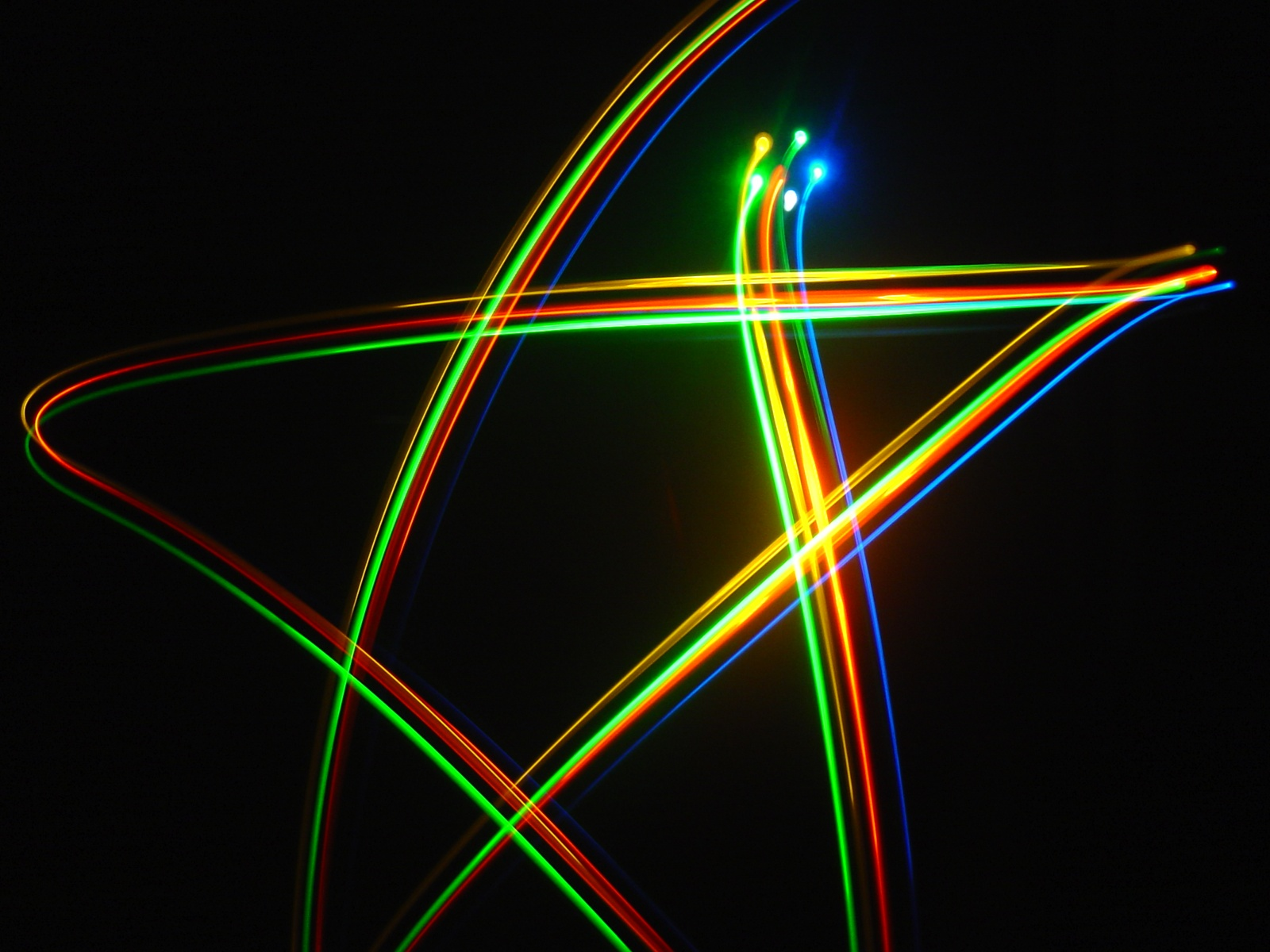
Mehrfarbiges Bild

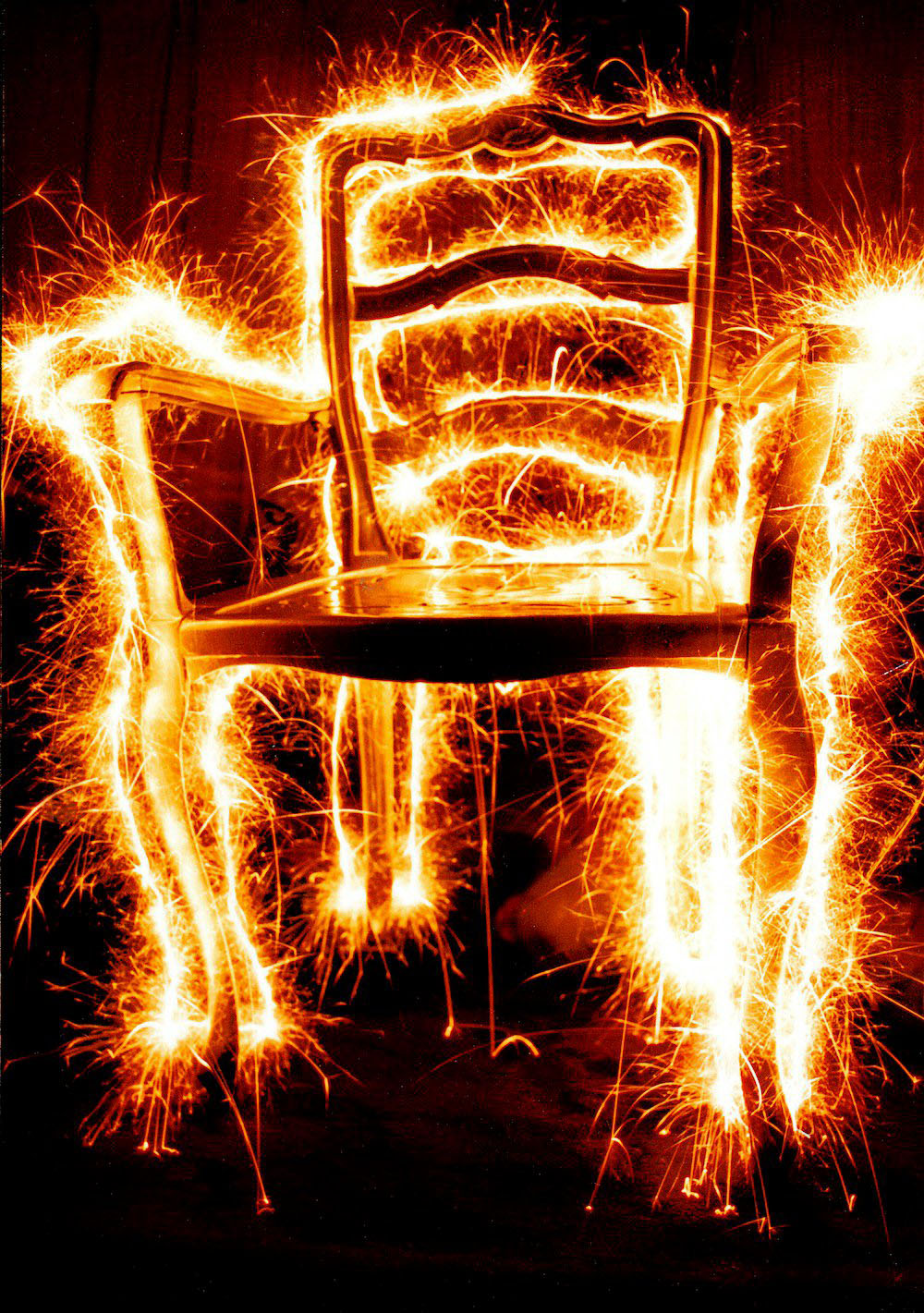
„Brennender Stuhl“

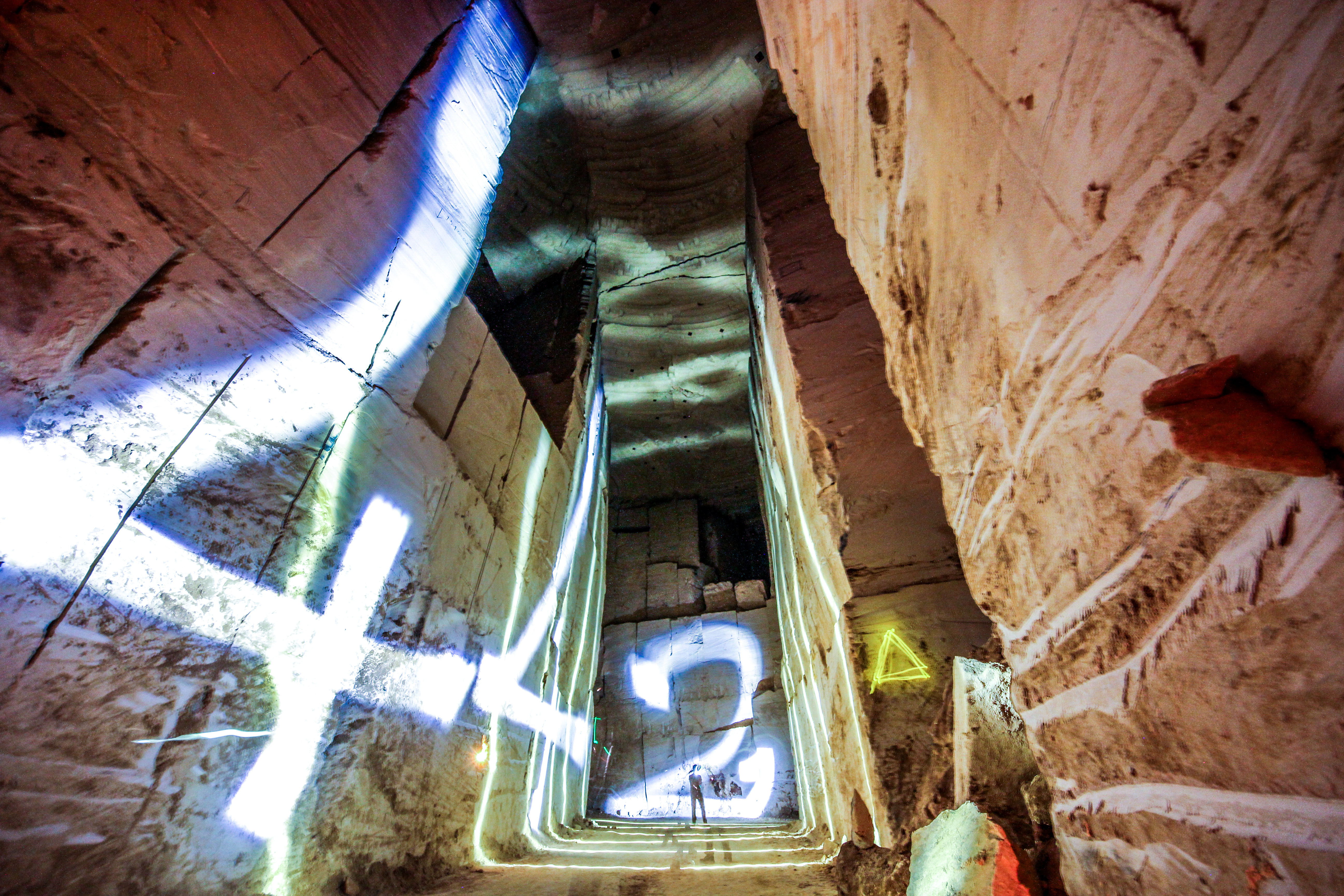
Lichtmalerei in einem aufgegebenen Steinbruch in Frankreich

Light-Painting bzw. Light-Writing (dt. Zeichnen/Malen/Schreiben mit Licht) ist eine fotografische Technik aus der Langzeitbelichtung, in welcher Fotografien in der Regel bei Dunkelheit oder in abgedunkelten Räumen durch die Bewegung einer (oder mehrerer) Lichtquellen (oder durch Bewegung der Kamera) gemacht werden.

## Durchführung
Das Lichtmalen bzw. -zeichnen wird während einer Langzeitbelichtung bei Tageslicht oder Dunkelheit umgesetzt. Entweder wird ein Leuchtmittel in Richtung der Kamera gehalten und während der Belichtung bewegt, um Formen oder Linien zu erzeugen, oder die Kamera wird in bestimmte Richtungen bewegt, um durch die Veränderung der Position von stationären Lichtquellen im Bildausschnitt Linien zu erzeugen.
Light-Painting ist bei Tageslicht auch durch den Einsatz von ND-Filtern möglich. Man benötigt in diesem Fall ein entsprechend helleres Leuchtmittel. 
Bei fortgeschrittenen Techniken werden zur Planung und Durchführung der Lightpainting-Bilder die Abläufe in Choreographien organisiert, um eine bessere Wiederholbarkeit zu ermöglichen.

## Geschichte
Die ersten bekannt gewordenen Light-Writing-Bilder stammen aus dem Jahr 1889 von Étienne-Jules Marey und Georges Demeny aus Frankreich. Mit an den Gelenken befestigten Glühlampen entstanden die ersten bekannten Light-Painting-Fotografien in der Serie Pathological walk from in front. Es folgte 1914 der Amerikaner Frank Bunker Gilbreth, den keine Kunst antrieb, sondern Forschung zur Arbeitserleichterung – im Gegensatz zum amerikanischen Fotografen Man Ray, der 1935 eine Fotoreihe unter dem Titel Space writing schuf. Barbara Morgan war die erste weibliche Fotografin, die sich um 1940 mit dem Light Drawing beschäftigte. Eine bekannte Fotografie aus dem Jahr 1940 trägt den Titel Pure Energy and Neurotic Man. 1949 fertigte Pablo Picasso, inspiriert durch den Life-Fotografen Gjon Mili, in Zusammenarbeit mit Mili eine Reihe von Langzeitfotografien, auf denen er mit einem Lichtstift in der Luft zeichnet. In den 1970er und 1980er Jahren nutzte Eric Staller die Technik für mehrere Fotoreihen.
Im modernen Light-Paintings wird vermehrt mit Choreography und Performance fotografiert und organisiert. Der kanadische Light-Painting-Fotograf Patrick Rochon entwickelt seit 20 Jahren eine Vielzahl von Techniken für die Personen- und Porträtfotografie.

## Weiterentwicklung
Mit der Verbreitung der digitalen Kameras Ende der 1990er Jahre wurde die Erstellung von Lichtmalereien deutlich vereinfacht und fand größere Verbreitung (sofortige Bildkontrolle und günstiger zu erstellende Bilder). Ab 2007 avancierte das Light-Painting zum internationalen Trend und wurde in der Folge auf die Kunstform von bewegten Bilder erweitert.
Es wurden sogenannte Real-Time-Light-Painting-Video-Systeme entwickelt. Dabei handelt es sich um eine Videokamera oder Webcam, die an einen Computer angeschlossen wird. Anders als bei der Fotokamera wird die Belichtung nicht auf ein Bild summiert, sondern die laufenden Einzelbilder des Films mit einer speziellen Software übereinander gerechnet, damit Lichtspuren im Videofilm aufgezeichnet werden können. Abhängig von der Bildauflösung (4K, 2K HD, DVB) entstehen sehr große Datenmengen (mehrere GB pro Minute).
Durch die simultane Auslösung mehrerer Fotokameras gelingt es ebenfalls Light-Painting in 3D aufzunehmen und darüber den aus Matrix bekannten Bullettime-Effekt zu realisieren. 
Mit weiter voranschreitender Technik werden stetig neue Möglichkeiten und Ideen geboren.

## Lichtquellen
Jede Lichtquelle entwickelt ein spezifisches Licht, das vom Leuchtmittel (eventuellen Treibern) beeinflusst wird. Verwendete Leuchtmittel sind LED-, Xenon-, HID- und Glühlampen. 
LED-Taschenlampen bieten mittlerweile viele verschiedene Leucht-Modi (Strobe, SOS, langsames Blinken, schnelles Blinken sowie automatisches Hoch- und Abdimmen).  Andere Lichtquellen sind Kerzen, Streichhölzer, Feuerwerk, Funkenbildung durch mechanische Metallverarbeitung (z. B. Winkelschleifer), Pyrotechnik (Wunderkerzen), brennbare Gase sowie Kinderspielzeug mit eingebauter Beleuchtung. 
Oft werden die Lichtquellen mit Gegenständen kombiniert, die das Licht brechen, um zusätzliche Effekte zu erzielen. Üblich sind durchsichtige Platten (Blades), Gläser, Flaschen und Glasfaserkabel.
Das Stecken von lichtstarken LED-Taschenlampen in farbige T8-Kunststoffröhren ergibt leuchtschwertartige Tools, die viele Light Painting-Künstler verwenden, um Lichtflächen (häufig Lightkreise) hinter Personen zu malen. Damit entstehen leuchtende und oft halbtransparente Rahmen um das jeweilige Model und dessen Silhouette.

## Bedeutende Künstler
- Jack Delano (1914–1997)
- Andreas Feininger (1906–1999)
- Georges Mathieu (1921–2012)
- Gjon Mili (1904–1984)
- Pablo Picasso (1881–1973)
- Man Ray (1890–1976)

Aktive Lightpainting-Künstler
- Eric Staller (* 1947) aus den USA